# Rameno Pravítka

Spirální ramena Mléčná dráhy

Rameno Pravítka je menší spirální rameno Mléčné dráhy, táhnoucí se od a kolem jejího centrálního regionu. Vnitřní část ramena se nazývá Rameno Pravítka v úzkém smyslu slova. Vnější část je označena buď jako Rameno Labutě, které leží mimo Rameno Persea, nebo Vnější Rameno, které se nachází dále od středu Galaxie, než Rameno Labutě. Rameno Pravítka má poloměr 15,5 ± 2.8 kpc. Je pojmenováno podle souhvězdí Pravítka, přes které rameno při pohledu ze Země prochází.
Stejně jako mnoho jiných galaxií podobného typu, se i Mléčná dráha skládá z velkého množství hvězd vytvarovaných gravitací do podoby relativně plochého disku. Disk je rotující, s hustým centrálním regionem. Hvězdy v centru se pohybují vyšší rychlostí než ty, které jsou blíže k okraji disku. Výsledkem je spirální uspořádání hvězd v Galaxii při pohledu přímo nad, nebo z pod disku.
Kvůli lokálním gravitačním odchylkám je spirální vzor sám o sobě tvořen několika různými spirálními rameny, kde zejména lze najít velký počet hvězd.